# Sereno Omar
Sereno Omar (Biandrate, 29 aprile 1815 – Novara, 22 febbraio 1878) è stato un politico italiano, fu allievo del Collegio Caccia a Novara e si laureò in Giurisprudenza a Torino.
Svolse diverse mansioni pubbliche: sedette per vent'anni nel Consiglio Comunale di Novara, fu Sindaco di Novara, Consigliere Provinciale, Deputato al Parlamento, diresse l'Istituto dei poveri, amministrò l'Ospedale civico di Novara ed infine fu il primo Presidente della Banca Popolare di Novara.
Il fratello, geometra Giuseppe Omar, membro di una famiglia di proprietari terrieri e professionisti inseriti nella pubblica amministrazione e nella finanza, per lascito testamentario del 1885 promosse la creazione di una scuola operaia, che prese il suo nome (Istituto Tecnico Industriale Omar).